# Рождество Чарли Брауна
«Рождество Чарли Брауна» (англ. A Charlie Brown Christmas) — американский короткометражный рождественский рисованный мультфильм Билла Мелендеза, снятый по мотивам знаменитого комикса «Peanuts». Премьера состоялась 8 декабря 1965 года.
Комиксы про Чарли Брауна стали основой для визуального решения. Мультфильм был создан при содействии и спонсорской поддержке The Coca-Cola Company. Сценарий был написан за несколько недель, а анимирован он был за полгода, на весьма скудный бюджет. Во время кастинга продюсеры выбрали нетрадиционный путь, и пригласили на озвучку актёров-детей. Музыкальное сопровождение тоже было необычно для того времени — джазовые композиции пианиста Винса Гаролди. Из-за отсутствия закадрового смеха, а также из-за своеобразной атмосферы, ритма, музыки и анимации, продюсеры пророчили мультфильму провал. Несмотря на это, «Рождество Чарли Брауна» получило высокие рейтинги и похвалу критиков. Он получил премию Эмми и Пибоди. В США трансляция мультфильма стала ежегодной традицией с самой премьеры. Его джазовый саундтрек тоже принёс немалый доход — в США было продано 4 млн копий.

## Сюжет
Мультфильм начинается на катке, где куча детишек катаются на коньках, пока за кадром звучит песня «Время Рождества здесь» (англ. «Christmas Time Is Here»).
Но не все радуются Рождеству — Чарли Браун в депрессии. Он делится своим несчастьем с Лайнусом, считая, что его тревоги из-за того, что Рождество слишком коммерциализировано и он никак не может осознать, в чём же истинное значение праздника. Лайнус не придаёт переживаниям Чарли большого значения, считая, что это его обычное настроение.
Некоторое время спустя, Чарли Браун видит, что в его почтовом ящике нет ни одной поздравительной открытки, и язвительно благодарит за открытку Вайолет, которая ему ничего не посылала. Но та лишь воспользовалась случаем, чтобы снова его унизить. Чувствуя себя удручённым, Чарли Браун идёт к Люси за психиатрической помощью. Люси, перебрав на Чарли все известные ей фобии, приходит к выводу, что Чарли Брауну нужно чем-то заняться, чтобы подавить в себе депрессию. Она советует ему поставить рождественскую пьесу. Чарли Браун радуется шансу стать режиссёром, а Люси обещает ему помочь. По пути в актовый зал мальчик видит, как Снупи украшает свою будку огоньками, и жалуется, что даже его собака по уши в коммерциализации Рождества. Дальше к нему навстречу идёт его сестра Салли, которая просит его помочь написать письмо Санте. Когда она говорит, что просьб и желаний у неё очень много, поэтому взамен она примет деньги («десятки и двадцатки» — довольно крупная сумма для ребёнка в 60-е годы), Чарли становится ещё печальнее.
Чарли Браун прибывает на репетицию, но он не справляется с командованием, поскольку дети больше заинтересованы в осовременивании пьесы танцами и зажигательной музыкой. Люси раздаёт сценарии, ссорится со Снупи из-за его собачьих поцелуев, пытается убедить Лайнуса на время расстаться с его «безопасным одеялом» и не успокаивается даже когда тот использует его как костюм.
Решив, что пьесе нужно придать «должное настроение», Чарли Браун собирается достать ёлку. Люси берёт режиссёрство на себя и говорит, чтобы Чарли достал «большую, блестящую ёлку из алюминия». Чарли с Лайнусом отправляется в путь на ёлочный рынок, находит много деревьев, подходящих под описание, но его внимание приковывает единственная настоящая ёлка, пусть маленькая и неказистая. Лайнус сомневается в выборе друга, но тот убеждает его, что после украшения ёлка будет то, что надо. «И к тому же», говорит он, «думаю, что она нуждается во мне». Они возвращаются с ёлкой в актовый зал, на что дети (в основном девочки и Снупи) смеются над Чарли Брауном. В ответ Чарли Браун громко спрашивает, знает ли кто-нибудь истинное значение Рождества. Поведать об этом решается Лайнус, зачитывая наизусть отрывок из Евангелия от Луки (гл.2, 8-14):

8. В той стране были на поле пастухи, которые содержали ночную стражу у стада своего. 9. Вдруг предстал им Ангел Господень, и слава Господня осияла их; и убоялись страхом великим. 10. И сказал им Ангел: не бойтесь; я возвещаю вам великую радость, которая будет всем людям: 11. ибо ныне родился вам в городе Давидовом Спаситель, Который есть Христос Господь; 12. и вот вам знак: вы найдете Младенца в пеленах, лежащего в яслях. 13. И внезапно явилось с Ангелом многочисленное воинство небесное, славящее Бога и взывающее: 14 .слава в вышних Богу, и на земле мир, в человеках благоволение!— Евангелие От Луки
Чарли Браун улыбается, быстро берёт ёлочку и выходит из залы, решив принести её домой, нарядить и показать, что она будет прекрасно смотреться в пьесе. Когда он повесил шарик на верхушку, ветка накренилась и согнулась едва ли не пополам. Чарли Браун решает, что убил её, и убегает прочь, ненавидя себя за эту роковую оплошность. Лайнус вместе с остальными ребятами, которым стало стыдно за насмешки над Чарли, поправляет сломанную ветку своим одеялом. Ребята украшают ёлку, встают рядом с ней и напевают праздничный гимн «Вести ангельской земли». Чарли возвращается, они поздравляют его с Рождеством и поют первую строфу гимна вместе с ним.